# 浅野彰太
浅野 彰太（あさの しょうた、1984年8月26日 - ）は、日本の実業家、浅野鋼材株式会社代表取締役社長。

## 人物・経歴
1984年8月26日生まれ。愛知県出身。2008年3月、立教大学経済学部経済学科卒業。2008年4月、森永乳業入社。
2014年に浅野鋼材に入社し、2018年、取締役営業部長、2020年、専務取締役を歴任。2023年4月、同社代表取締役社長に就任。